# Егилберт фон Бамберг
Егилберт фон Бамберг (на немски: Egilbert von Bamberg; † 29 май 1146, Бамберг) е патриарх на Аквилея (1129 – 1130) и епископ на Бамберг (1139 – 1146).

## Духовна кариера
През 1120 г. той е катедрален декан на капитела в Бамберг. През 1129 г. е номиниран за патриарх на Аквилея, но се връща обратно в Бамберг. След смъртта на епископ Ото фон Бамберг катедралният капител го избира през юли 1139 г. за епископ на Бамберг. През октомври 1139 г. той е помазан в Рим за епископ от папа Инокентий II (1130 – 1143). Епископ Егилберт умира на 29 май 1146 г. в Бамберг.
Малко преди смъртта му император Хайнрих III е канонизиран за светия на 11 март 1146 г. от папа Евгений III (1145 – 1153).